# Паверман Марко Ізраїльович
Марко Ізраїльович Паверман (26 травня (8 червня) 1907, Одеса — 13 червня 1993, Москва) — радянський і російський симфонічний диригент, педагог.
Закінчив клас композиції Одеської консерваторії у В. А. Золотарьова.
У 1930 році закінчив Московську консерваторію, де його наставником з диригування був Костянтин Сараджев.
У 1930—1934 роках Паверман працював в різних московських оркестрах. У 1934 році організував в Свердловську оркестр Свердловського радіокомітету, в 1936 році перетворений в Симфонічний оркестр Свердловської філармонії, і до 1938 року очолював його. У 1938—1941 роках керував симфонічним оркестром в Ростові-на-Дону, потім повернувся в Свердловськ і до 1970 року керував Свердловским симфонічним оркестром. Одночасно почав викладати в Уральської консерваторії, з 1946 року — професор.
Серед учнів Павермана — Вольф Горелик, Євген Колобов, Олександр Самуїл, Гаррій Оганезов, Наріман Чуніхін, Петро Варивода, Микола (Олександрович) Голованов, В'ячеслав Чистяков, Андрій Дашунін, Анатолій Чепурний, Енхе (Енхбаатар Баатаржавин).
Похований в Єкатеринбурзі на Широкореченському кладовищі.